# Bandera (Santiago del Estero)
Pour les articles homonymes, voir Bandera.
Bandera est une ville de la province de Santiago del Estero, en Argentine, et le chef-lieu du département de Belgrano. Elle est située à 232 km (272 km par la route) au sud-est de la Santiago del Estero, la capitale provinciale, au croisement de la route nationale 34 et de la route provinciale 61.